# Sean Edwards
Sean Edwards, född 6 december 1986 i London, död den 15 oktober 2013 i Willowbank, Queensland var en brittisk racerförare. Han var son till formel 1-föraren Guy Edwards.
Edwards förolyckades vid en privat testkörning på Queensland Raceway i Australien.